# Le Général de l'armée morte
 (mai 2025).
Si vous disposez d'ouvrages ou d'articles de référence ou si vous connaissez des sites web de qualité traitant du thème abordé ici, merci de compléter l'article en donnant les références utiles à sa vérifiabilité et en les liant à la section « Notes et références ».
Pour les articles homonymes, voir Général de l'Armée.
Le Général de l'armée morte (Gjenerali i Ushtrisë së vdekur) est le premier roman de l'auteur albanais Ismail Kadare en 1963.
Il figure à la 81e place dans le classement les cent livres du siècle établi en 1999 par la Fnac et le journal Le Monde.

## Résumé
Au début des années 1960, presque 20 ans après la fin de la Seconde Guerre mondiale, un général italien, accompagné par un prêtre qui est aussi colonel de l'armée italienne, est envoyé par le gouvernement italien en Albanie pour localiser, recueillir et rapporter en Italie les ossements de ses compatriotes morts pendant la guerre afin de les enterrer dignement.
Comme ils organisent les fouilles et l'exhumation, ils se questionnent sur le sens de leur tâche. Les débats de portée générale portent sur la futilité de la guerre et le sens de cette entreprise.
Alors qu'ils vont plus loin dans la campagne albanaise, ils découvrent qu'ils sont suivis par un autre général, un Allemand, à la recherche des corps des soldats allemands tués durant la Seconde Guerre mondiale.
Comme son homologue italien, il lutte avec ce travail de recherches ingrates et s'interroge, lui aussi, sur la valeur de ces gestes de fierté nationale.

## Réception critique
À sa sortie dans sa traduction française en 1970, Alain Bosquet dans Le Monde salue « une révélation », un « livre étonnant et plein de charme, au niveau le plus élevé sur le plan européen ».

## Adaptations cinématographiques
- 1983, par l'Italien Luciano Tovoli, Le Général de l'armée morte,
- 1989, par l'Albanais Dhimitër Anagnosti, Le Retour de l'armée morte (Kthimi i Ushtrise se Vdekur).